# Susan Sloane
Susan Sloane-Lundy (Lexington, 5 dicembre 1970) è un'ex tennista statunitense.

## Carriera
In carriera ha vinto un titolo nel singolare, il Virginia Slims of Nashville nel 1988. Nei tornei del Grande Slam ha ottenuto il suo miglior risultato raggiungendo il terzo turno nel singolare all'Open di Francia nel 1988 e nel 1989, e agli US Open nel 1988 e nel 1989.

## Statistiche

### Singolare

#### Vittorie (1)
| Numero | Anno            | Torneo                                 | Superficie | Avversaria in finale | Punteggio |
| 1.     | 23 ottobre 1988 | Virginia Slims of Nashville, Nashville | Cemento    | Beverly Bowes        | 6-3, 6-2  |

#### Finali perse (1)
| Numero | Anno            | Torneo                                 | Superficie | Avversaria in finale | Punteggio |
| 1.     | 4 novembre 1990 | Virginia Slims of Nashville, Nashville | Cemento    | Natalija Medvedjeva  | 3-6, 6-7  |

### Risultati in progressione
| Sigla | Risultato               |
| ----- | ----------------------- |
| V     | Vincitore               |
| F     | Finalista               |
| SF    | Semifinalista           |
| O     | Oro olimpico            |
| A     | Argento olimpico        |
| SF    | Bronzo olimpico         |
| QF    | Quarti di Finale        |
| 4T    | Quarto turno            |
| 3T    | Terzo turno             |
| 2T    | Secondo turno           |
| 1T    | Primo turno             |
| RR    | Round Robin             |
| LQ    | Turno di qualificazione |
| A     | Assente                 |
| ND    | Non disputato           |

| Legenda superfici    |
| -------------------- |
| Cemento              |
| Terra battuta        |
| Erba                 |
| Superficie variabile |

#### Singolare nei tornei del Grande Slam
| Torneo          | 1985 | 1986 | 1987 | 1988 | 1989 | 1990 | 1991 | 1992 |
| --------------- | ---- | ---- | ---- | ---- | ---- | ---- | ---- | ---- |
| Australian Open | A    | ND   | A    | A    | A    | A    | A    | 1T   |
| Open di Francia | A    | 2T   | 2T   | 3T   | 3T   | 2T   | A    | A    |
| Wimbledon       | A    | 2T   | 2T   | 2T   | 2T   | 2T   | 1T   | A    |
| US Open         | 1T   | 1T   | 1T   | 3T   | 3T   | 1T   | 1T   | 1T   |

#### Doppio nei tornei del Grande Slam
Nessuna partecipazione

#### Doppio misto nei tornei del Grande Slam
Nessuna partecipazione